# Excursión campestre de Isabel Clara Eugenia
Excursión campestre de Isabel Clara Eugenia es un óleo sobre lienzo pintado por los artistas flamencos Jan Brueghel el viejo y Joos de Momper. Fue pintado en el primer cuarto del siglo XVII. El cuadro se conserva en el Museo del Prado de Madrid (España).

## Descripción
Este cuadro de paisaje representa a la archiduquesa Isabel Clara Eugenia de Austria en los campos de su residencia de verano en Mariemont, cerca de Bruselas. El opulento palacio de Isabel es visible en la esquina superior derecha.

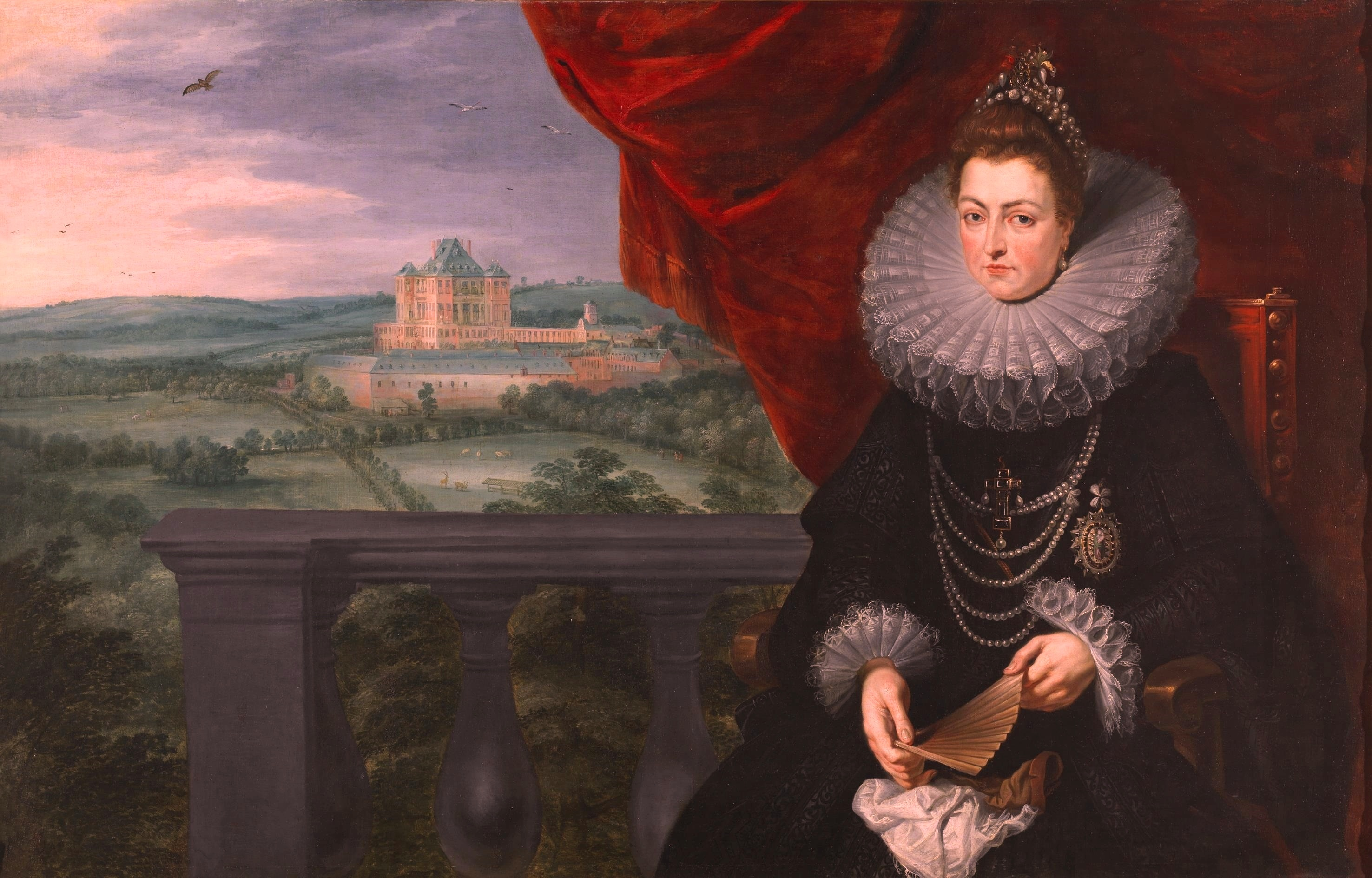
Isabel Clara Eugenia con los campos y el palacio al fondo

En el primer plano, hay varias personas rastrillando heno y cargándolo en un carro. El cuadro retrata a personas dedicadas a actividades comunes típicas del país. Sin embargo, los trabajadores del cuadro son en realidad miembros de la corte. Entre ellos, está Isabel. La obra es una alegoría del disfrute de la vida y el tiempo en el campo.
El amor y el entusiasmo de Isabel por la vida en el campo se pone de manifiesto en su correspondencia con el duque de Lerma. Por ejemplo. en una carta que escribió el 20 de octubre de 1606, la archiduquesa dice: "[A] todos nos da la vida el ejercicio y el andar al campo". En otra carta, fechada el 29 de mayo de 1609, escribe: "[N]os hemos venido a esta casilla a gozar del campo, que está lindísimo [...]. En fin, la vida en el campo es la mejor de todas".
El cuadro se considera una colaboración entre Joos de Momper y Jan Brueghel el viejo. Al parecer, este último pintó las figuras y el primero el paisaje. El cuadro formaba parte de un grupo de veintiséis pinturas que llegaron a Madrid desde Flandes a principios del siglo XVII. Los cuadros iban a decorar la Torre de la Reina en el Alcázar de Madrid. La Excursión campestre de Isabel Clara Eugenia se menciona por primera vez en un inventario del Alcázar que data de 1636.